# 泓水之战
泓水之战，是中国东周春秋时期，公元前638年，宋国与楚国为争夺霸权而发生的一次战斗，战斗以宋国失败告终。

## 背景
周襄王九年（前643年），春秋时代第一位霸主齐桓公逝世后，齐国内乱，次年宋襄公出兵协助齐孝公取得君位。同时，楚成王借此机会将势力深入中原地区。因此，宋襄公不顾宋国国力尚弱，希望能以宋国的公爵地位压服各国，并与楚国争夺对中原的控制权。
周襄王十三年（前639年）春，宋、齐、楚三国君主会于齐，在宋襄公的强力要求下，三国同意于当年秋于宋国召集诸侯大会。同年秋，宋国、楚国、陈国、蔡国、许国、曹国和郑国赴会，齐国和鲁国托故未来。宋襄公不顾公子目夷的建议，轻车简从赴会，以争取与会诸侯的信任，结果被楚王在会场上突袭遭擒。楚国乘机进攻宋国未果，不久，在鲁僖公调停下，宋襄公被释放。
周襄王十四年（前638年），宋襄公为一雪前耻，不顾公子目夷和公孙固的劝说，联合衞國、许国和滕国讨伐臣服楚国的郑国。郑向楚求救，楚成王遂率师进攻宋国本土，迫使宋国退军。

## 经过
周襄王十四年十一月初一，两军相遇于宋国边境的泓水（古河流名，故道约在今河南柘城西北），宋军驻屯于北岸，楚军自南岸开始渡河。宋襄公不顾司馬子鱼（司馬，官職名；子魚，公子目夷之字）的建议，坚持不半渡而击，待到楚军全部渡河后，宋襄公又坚持非要等到楚军完成列阵之后方开始攻击。结果宋軍惨败，襄公大腿中箭並於其後致死，其門官戰死。

## 后果
泓水之战后，楚国在中原已无阻力，在其后数年间，其势力一度达到黄河以北，直至晋文公率领晋国崛起后，楚国的扩张方才被遏制。而宋国在此战之后失勢，再未能在历史中发挥重要作用。